# Szent Zoerard-András
Szent Zoerard-András (Lengyelország, 10. század – Vágsziklás, 1010 [vagy 1030] körül), (Szórád, Zoárd, Zoerárd, latinul Zoerardus, szlovákul Svorad, lengyelül Świerad) az első magyarországi szentek egyike, remete, bencés rendi szerzetes. Nyitra városának védőszentje.

## Élete
Zoerard a 10. században született Lengyelországban. A már hazájában is remeteként élő szerzetes Szent István uralkodása idején érkezett Magyarországra és a Nyitra melletti Zoborhegyi apátság tagja lett, ahol felvette az András nevet. Bizonyos ideig a kolostorban élt, majd Fülöp apát engedélyével remeteségbe vonult, továbbra is fenntartva kapcsolatát a kolostorral.
Lakóhelyéül a kolostor közelében lévő kis barlangot választotta a Zobor hegyen. Életének utolsó éveit egy még kietlenebb vidéken, a Trencsén környéki Vágszikláson töltötte remeteségben. Szigorú aszkézisben élt. Napjait imádsággal, megerőltető munkával, böjtöléssel, önsanyargatással töltötte. Tanítványa, szerzetestársa Benedek időnként felkereste őt.
András 1010 körül (más források szerint 1030 körül) halt meg. Nyitrán, a Szent Emmerám-székesegyházban temették el.
Szentté avatása 1083-ban történt. Ünnepnapja: július 17.

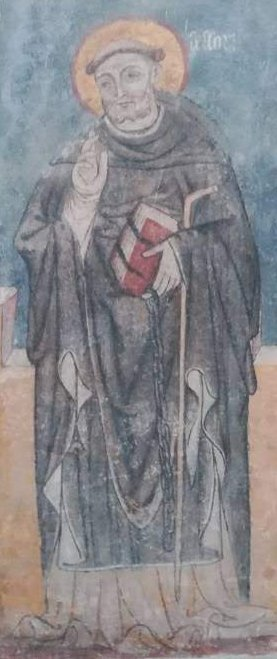
Szent Zoerard-András 14. századi ábrázolása a zselízi templomban